# Fantôme à vendre
Pour plus de détails, voir Fiche technique et Distribution.
Fantôme à vendre (The Ghost Goes West) est un film britannique en noir et blanc réalisé par René Clair, sorti en 1935.

## Résumé
En l'an 1746, peu avant la bataille de Culloden, les clans écossais semblent tout aussi désireux de régler entre eux par les armes leurs querelles ancestrales que d'en découdre avec les mercenaires hanovriens et les troupes régulières du Roi d'Angleterre commandé par le du duc de Cumberland. Pour ce qui est du clan Glourie, tout ne va pas pour le mieux car le patriarche est un vieillard au bord de la tombe et son fils, Murdoch Glourie n'a guère d'attirance pour le combat et préfère courtiser les bergères, qu'il entreprend invariablement avec la devinette " Quelle est la différence entre un chardon dans les bruyères et un baiser dans le noir ? ". Pressé par son père, qui lui enjoint de régler leur compte aux membres du clan honni des Mac Laggen avant de mourir en dégustant un verre de whisky, il finit cependant par prendre la direction du champ de bataille mais il n'y trouvera pas une mort glorieuse. Alors qu'il est repris par ses penchants de libertin, il est surpris et pourchassé par quatre Mac Laggen, alors qu'il se trouve désarmé.
Cette situation l'oblige à se cacher derrière un tonneau de poudre où il est victime de ce que les Anglais appellent « Friendly Fire », un tir « amical » d'un artilleur écossais particulièrement maladroit qui l'expédie ad Patres. Furieux, son père lui jette une malédiction et Murdoch Glourie est condamné à hanter le château ancestral jusqu'à ce qu'il puisse rencontrer un membre du clan Mac Laggen pour l'obliger à confesser qu'un seul Glourie est plus valeureux que vingt-cinq Mac Laggen réunis. 
Presque deux cents ans plus tard, la situation n'a guère changé, le fantôme de Glourie hante toujours le château, qui menace ruine et Donald Glourie, le dernier héritier de la famille, est couvert de dettes. Ce dernier cherche à vendre l'illustre demeure lorsque débarque Peggy Martin, une ravissante héritière au volant d'une décapotable. Elle s'entiche de l'endroit et convainc son père, un richissime commerçant passionné de vieilles pierres, d'acheter le château, tout en entamant un flirt avec Donald Glourie. 
Le château démonté pierre par pierre est transporté jusqu'en Floride, dans la cale d'un paquebot transatlantique puis remonté sous le soleil de Miami. À partir de là, deux intrigues se croisent, avec des quiproquos résultant de la ressemblance entre Donald et Murdoch le fantôme. Papa Martin et très fier de son château, se vante un peu vite auprès de la presse des apparitions du fantôme tandis qu'un milliardaire rival qui se trouve être le dernier descendant des Mac Laggen le tourne en dérision. En soumettant ce dernier des Mac Laggen, Murdoch va se libérer de la malédiction et rejoindre ses ancêtres.

Bien entendu, tout finira bien, non sans que Donald ait posé à Peggy la devinette récurrente sur le chardon dans la bruyère et le baiser dans le noir... dont le spectateur n'aura pas le fin mot.

## Fiche technique
- Titre : Fantôme à vendre
- Titre original : The Ghost Goes West
- Réalisation : René Clair, assisté d'Albert Valentin et Imlay Watts
- Scénario : Geoffrey Kerr, René Clair et Robert E. Sherwood, d'après l'histoire de Eric Keown, Sir Tristram Goes West
- Images : Harold Rosson
- Décors : Vincent Korda
- Costumes : René Hubert
- Musique : Mischa Spoliansky
- Production : Alexander Korda, pour London Film Productions
- Montage : Harold Earle-Fischbacher et William Hornbeck
- Pays d'origine : Royaume-Uni
- Langue : anglais
- Format : noir et blanc - 1,37:1 - son : Mono
- Genre cinématographique : Comédie, Fantastique
- Durée : 95 minutes
- Tournage : du 17 juillet au 19 novembre 1935
- Dates de sortie :
  - Royaume-Uni : 17 décembre 1935 (Londres)
  - États-Unis : 10 janvier 1936 (New-York)
  - États-Unis 7 février 1936 (sortie nationale)
  - France : 11 février 1936
- Affiche : Marcel Jeanne (France)

## Distribution
- Robert Donat  (V.F : Jean Marchat) : Murdoch Glourie / Donald Glourie
- Jean Parker (V.F : Genevieve Pernet)  : Peggy Martin
- Eugene Pallette  (V.F : Marcel Raine) : M. Martin
- Elsa Lanchester : Miss Shepperton
- Ralph Bunker  (V.F : Henri Crémieux) : Ed Bigelow
- Patricia Hilliard : La Bergère
- Everley Gregg : Mme Martin
- Morton Selten : Glourie
- Chili Bouchier : Cleopatra
- Mark Daly : L'Ecuyer
- Hay Petrie  (V.F : Jean d'Yd) :	McLaggen père
- Quintin MacPherson : Mackaye

Et, parmi les acteurs non crédités :
- Richard Fraser : Un fils MacLaggen
- Jack Lambert : Un fils MacLaggen
- Terry-Thomas

## Récompenses et distinctions
- Le film a fait partie de la sélection pour la Coupe Mussolini en 1936, mais n'a pas obtenu le prix.

## À noter
- Le film a été tourné aux Denham Film Studios dans le Buckinghamshire près de Londres, alors en construction[1].
- Le démontage de bâtiments patrimoniaux et leur reconstruction pierre à pierre outre-Atlantique après achat par un milliardaire américain faisait débat dans l'Europe de l'entre-deux-guerres, certains y voyaient un scandale patrimonial, d'autres un moyen de sauvegarder des bâtiments anciens promis à la ruine. Même si le phénomène n'a eu qu'une ampleur finalement assez limitée, tout le monde a en tête l'exemple du monastère espagnol de San Simeon acheté par William Randolph Hearst et reconstruit en Californie (le Xanadu du film Citizen Kane).
- Bizarrement, alors que le transport du château est supposé se faire à bord d'un navire britannique, c'est la silhouette reconnaissable entre toutes du paquebot français Normandie (en maquette), avec son étrave à guibre et ses trois cheminées profilées, qui apparaît à l'écran pour les vues extérieures.